# آيت عبد الكريم (القباب)
آيت عبد الكريم هي إحدى مشيخات المملكة المغربية، تتبع جغرافيا لإقليم خنيفرة وإداريًا لالقباب. يقدر عدد سكانها بـ 1452 نسمة حسب الإحصاء الرسمي للسكان والسكنى لسنة 2004.